# ISCA1
ISCA1 (англ. Iron-sulfur cluster assembly 1) – білок, який кодується однойменним геном, розташованим у людей на короткому плечі 9-ї хромосоми. Довжина поліпептидного ланцюга білка становить 129 амінокислот, а молекулярна маса — 14 179.
| 10         |  | 20         |  | 30         |  | 40         |  | 50         |
| ---------- |  | ---------- |  | ---------- |  | ---------- |  | ---------- |
| MSASLVRATV |  | RAVSKRKLQP |  | TRAALTLTPS |  | AVNKIKQLLK |  | DKPEHVGVKV |
| GVRTRGCNGL |  | SYTLEYTKTK |  | GDSDEEVIQD |  | GVRVFIEKKA |  | QLTLLGTEMD |
| YVEDKLSSEF |  | VFNNPNIKGT |  | CGCGESFNI  |  |            |  |            |

A: Аланін

C: Цистеїн

D: Аспарагінова кислота

E: Глутамінова кислота

F: Фенілаланін

G: Гліцин

H: Гістидин

I: Ізолейцин

K: Лізин

L: Лейцин

M: Метіонін

N: Аспарагін

P: Пролін

Q: Глутамін

R: Аргінін

S: Серин

T: Треонін

V: Валін

Задіяний у такому біологічному процесі, як альтернативний сплайсинг. 
Білок має сайт для зв'язування з іонами металів, іоном заліза, залізо-сірчаною групою. 
Локалізований у мітохондрії.